# Stylops elongata
Stylops elongata är en insektsart som beskrevs av Richard Mitchell Bohart 1937. Stylops elongata ingår i släktet Stylops och familjen stekelvridvingar. Inga underarter finns listade i Catalogue of Life.